# Bartramidula pusilla
Bartramidula pusilla är en bladmossart som beskrevs av Jean Édouard Gabriel Narcisse Paris 1894. Bartramidula pusilla ingår i släktet Bartramidula och familjen Bartramiaceae. Inga underarter finns listade i Catalogue of Life.